# Estación de Noblejas
Noblejas es un apeadero ferroviario situado en el municipio español homónimo en la provincia de Toledo, comunidad autónoma de Castilla-La Mancha. En la actualidad carece de servicio de viajeros.

## Situación ferroviaria
La estación se encuentra en el punto kilométrico 20 de la línea férrea 310 de la red ferroviaria española que une Aranjuez con Valencia, entre las estaciones de Ocaña y Villarrubia de Santiago, a 738,82 metros de altitud.
El tramo es de vía única y está sin electrificar.

## Historia
La estación fue inaugurada oficialmente el 5 de septiembre de 1885, cuando MZA se hizo con la concesión de la línea entre Aranjuez y Cuenca comprando los derechos de la misma a la compañía del ferrocarril de Aranjuez a Cuenca, que había sido la constructora de la misma. En 1941, con la nacionalización de la totalidad de la red ferroviaria española, la estación pasó a ser gestionada por RENFE. Desde el 31 de diciembre de 2004 Renfe Operadora explota la línea mientras que Adif es la titular de las instalaciones ferroviarias. 
Desde el 20 de julio de 2022, la estación no cuenta con servicio de viajeros tras la supresión del servicio que conectaba Aranjuez con Utiel.

## La estación
El edificio de viajeros es a dos alturas, con tres vanos por planta y costado. En la actualidad se emplea como vivienda. El antiguo apeadero-cargadero pasó a convertirse en apeadero sin personal al retirar los desvíos de las vías de apartado.